# The Day the World Went Away
«The Day the World Went Away» — перший сингл американського індастріал-гурту Nine Inch Nails з альбому The Fragile. Пісня має номер Halo 13 і є тринадцятим офіційним релізом гурту.

## Про пісню
Композиція «The Day the World Went Away» примітна тим, що не містить ударних партій. До теперішнього часу «The Day the World Went Away» є єдиним синглом Nine Inch Nails, який досяг позиції вище 20 рядка в Billboard Hot 100. Пісня була головною композицією гастрольного туру Fragility. З того часу пісня набула популярності та часто виконується на концертах гурту.
CD-версія синглу містить три пісні: оригінальна версія «The Day the World Went Away», ремікс і трек «Starfuckers, Inc.». У виданні синглу на грамплатівці «Starfuckers, Inc.» була замінена ще одним реміксом пісні «The Day the World Went Away». Сингл-версія «The Day the World Went Away» приблизно на 30 секунд коротше версії, представленої на альбомі The Fragile. Також сингл-версія відрізняється трохи зміненим вокалом. Версія пісні «Starfuckers, Inc.», представлена на синглі, майже ідентична альбомній, за винятком того, що ця версія закінчується криком Пола Стенлі «Доброї ночі!», який був записаний під час одного з концертів гурту Kiss.

## Відеокліп
На пісню «The Day the World Went Away» на пісню був знятий кліп, проте він не транслювався на телебаченні. Серед фанатів Nine Inch Nails побутує думка, що відео має занадто особистий характер для Трента Резнора, тому як пісня присвячена померлої бабусі Резнор, яка виховала його. Кадри відеокліпу можна побачити на офіційному сайті гурту, з яких випливає, що дія відео відбувається на похоронах.
На композицію також був знятий альтернативний кліп, з використанням уривків концертного виконання пісні разом з кадрами оригінального відеокліпу. Цей кліп можна побачити в DVD-версії концертного альбому And All That Could Have Been.

## Списки композицій
CD-версія
1. «The Day the World Went Away» (single version) — 4:01
2. «Starfuckers, Inc. (long)» — 5:20
3. «The Day the World Went Away (Quiet)» — 6:20

Грамплатівка
Сторона А
1. «The Day the World Went Away» (single version) — 4:01
2. «The Day the World Went Away (Quiet)» — 6:20

Сторона Б
1. «The Day the World Went Away (Porter Ricks)» — 7:04

## Позиції в чартах
| Чарт (1999)   | Найвища позиція |
| ------------- | --------------- |
| Австралія     | 31              |
| Італія        | 50              |
| Канада        | 1               |
| Нова Зеландія | 15              |
| США           | 17              |